# Franz Dominikus von Almesloe
Franz Dominikus von Almesloe (auch Franz Dominikus Reichsgraf von Almesloe, Freiherr von Tappe; * 10. Februar 1704 in Jauer, Herzogtum Schweidnitz-Jauer; † 1. März 1760 in Breslau) war Titularbischof von Cambysopolis und von 1743 bis 1760 Weihbischof in Breslau.

## Leben
Franz Dominikus von Almesloe entstammte dem ursprünglich friesländischen Adelsgeschlecht von Almesloe. Seine Eltern waren Justus Wilhelm Anton von Almesloe, Kaiserlicher Rat und Statthalter des böhmischen Erbfürstentums Schweidnitz-Jauer und Maria, geborene von Nostitz, die die Herrschaft Bertelsdorf am Queis in die Ehe brachte. Dadurch nannte sich der Vater Erbherr auf Bertelsdorf, Hartau und Faulbrück bei Reichenbach.
Franz Dominikus studierte am Breslauer Jesuitenkolleg die Humaniora und von 1725 bis 1728 Rechtswissenschaften an der Karlsuniversität Prag. Dort erteilte ihm der damalige Prager Weihbischof Daniel Joseph Mayer von Mayern die Tonsur und die Niederen Weihen. Nach dem Magisterabschluss und der Priesterweihe kehrte er Ende 1728 nach Schlesien zurück und war zunächst als Propst und Erzpriester von Költschen in der Seelsorge tätig. Als Seelsorger soll er sich besonders den Kranken und Armen zugewandt haben.
Ab November 1736 residierte er als Kanoniker an der Breslauer Kathedrale. Obwohl er als Domherr keinen besonderen Eifer entwickelte, ihm nur mittelmäßige Gelehrsamkeit nachgesagt wurde und ihm deshalb die Unterstützung des Domkapitels fehlte, erwählte ihn der Breslauer Bischof Philipp Ludwig von Sinzendorf zum Nachfolger des 1742 verstorbenen angesehenen Weihbischofs Elias Daniel von Sommerfeld. Trotz der bekannten Bedenken erhielt Almesloe am 28. Januar 1743 die päpstliche Bestätigung zugleich mit der Ernennung zum Titularbischof von Cambysopolis. Er war somit nach dem Ersten Schlesischen Krieg, als der größte Teil Schlesiens an Preußen fiel, der erste Breslauer Weihbischof, der für die Ernennung das Einverständnis des preußischen Königs benötigte. Da er der Spielsucht verfallen war, befand er sich um diese Zeit in großer finanzieller Bedrängnis. Wegen seiner Spielschulden wandte er sich 1744 an das Domkapitel, von dem er erfolglos ein Darlehen erbat. Zur Tilgung seiner Schulden wurden ab Januar 1747 die Einkünfte seines Kanonikats einbehalten. Obwohl sich sein Vater verpflichtete, für die Schulden aufzukommen, musste der Weihbischof schließlich am 12. Dezember 1749 das väterliche Erbe an den Grafen Hans Ferdinand von Sandreczky verkaufen.
Da die staatskirchlichen Vorstellungen des preußischen Königs Friedrich II. von Weihbischof Almesloe und weiteren Mitgliedern des Domkapitels abgelehnt wurden, geriet Almesloe ab 1747 in politische Schwierigkeiten und daraus folgend in Ungnade beim König. Als nach dem Tod des Bischofs Sinzendorf am 28. September 1747 der König den von ihm selbst ernannten Koadjutor Philipp Gotthard von Schaffgotsch zum Nachfolger ernannte, erteilte der Papst zunächst dem Weihbischof Almesloe die Vollmacht zur vorübergehenden Übernahme der bischöflichen Funktionen. Nachdem Schaffgotsch am 4. März 1748 die päpstliche Bestätigung bzw. Ernennung erlangte, wurde er am 1. Mai d. J. von Weihbischof Almesloe geweiht. Mitkonsekratoren waren die Äbte Vinzenz von St. Vinzenz in Breslau, Benno von Braunau, Gerard von Heinrichau und Benedikt von Grüssau. Schon bald kam es jedoch zu Rangstreitigkeiten zwischen Bischof und Weihbischof, die bis 1757 andauerten. Sie verloren ihre Wirksamkeit, da Almesloe am 1. September 1756, nachdem er von Schaffgotsch des Landesverrats beschuldigt worden war, auf königlichen Befehl Breslau binnen einer Stunde verlassen musste. Er wurde nach Magdeburg gebracht und trotz mehrfacher Bemühungen des Domkapitels erst am 11. Februar 1759 freigelassen. Hintergrund der Freilassung war, dass Bischof Schaffgotsch zu Beginn des Siebenjährigen Krieges 1757 Breslau fluchtartig verlassen und seinen Sitz nach Jauernig im habsburgischen Teil seines Bistums verlegt hatte, wodurch er beim König ebenfalls in Ungnade gefallen war. Um den eingetretenen Notstand hinsichtlich der Pontifikalhandlungen zu beheben, wurde Weihbischof Almesloe wieder nach Breslau gebracht. Da er gesundheitlich angeschlagen war, erteilte er die anstehenden Weihen überwiegend in seiner Hauskapelle. Ein  Jahr später verstarb er und wurde in der Domherrengruft der Kathedrale beigesetzt.